# Geel
Geel [ɣeːl] est une ville néerlandophone de Belgique située en Région flamande dans la province d'Anvers.
La ville est sous le patronage de sainte Dymphne.

## Sections de la ville
- Geel-Centrum (Sint-Amands et Sint-Dimpnaparochie)
- Kievermont
- Holven
- Elsum
- Larum, avec Rauwelkoven
- Ten Aard, avec Sas Zeven
- Bel
- Winkelomheide, connu sous l'appellation De Hei
- Punt
- Stelen, avec Liessel
- Oosterlo
- Zammel

## Héraldique
|  | La ville possède des armoiries qui lui ont été octroyées le 15 septembre 1841 et à nouveau le 12 mars 1996. Elles sont basées sur les armoiries de la famille Berthout, les seigneurs de Geel, du début du XIIe siècle à 1366. Les armoiries apparaissent déjà sur le sceau de la ville à partir de 1311. Le sceau montre également un oiseau sur l'écu, qui été décrit comme un coucou. Les armoiries restèrent en usage jusqu'à la fin du XVIIIe siècle et furent à nouveau adoptées après l'indépendance de la Belgique. Toutes les images officielles historiques montrent le coucou sur le bouclier, mais sur des peintures et autres documents non officiels, le coucou a souvent remplacé l'hermine dans le canton libre. La différence entre les armoiries de 1841 et de 1996 est que le coucou ne se tient plus sur les feuilles, mais directement sur le bouclier comme dans le sceau historique. Blasonnement : D'or, trois pôles de gueules et un quartier libre d’argent chargé de neuf queues d’hermine 3,3 et 3 placées. Le bouclier surmonté d'un coucou de couleur naturelle et placé entre deux branches d'acanthe croisées d'argent au fond. (Traduction libre) Source du blasonnement : Heraldy of the World. |

## Démographie

### Évolution démographique
- Source:Statbel - De:1806 à 1981=recensement de la population au 31 décembre; depuis 1990= population au 1er janvier[3]

## Jumelages
La ville de Geel est jumelée avec :
- Tydavnet (Irlande) depuis 1992
- Xanten (Allemagne) depuis le 10 mai 1990
- uMlalazi (Afrique du Sud) depuis novembre 2006

## Personnalités nées à Geel
- François Joseph Thomas De Backer (1812-1872), peintre belge
- Thomas Pieters, golfeur professionnel
- Ludo Dierckxsens, ancien coureur cycliste belge.
- Kirsten Flipkens, joueuse de tennis
- Jenthe Biermans, coureur cycliste professionnel